# Rosenapfelgewächse
Die Rosenapfelgewächse (Dilleniaceae) sind die einzige Familie der Ordnung Dilleniales innerhalb der Bedecktsamigen Pflanzen (Magnoliopsida). Sie kommen von den Tropen über die Subtropen bis in die warm gemäßigten Zonen vor.

## Beschreibung

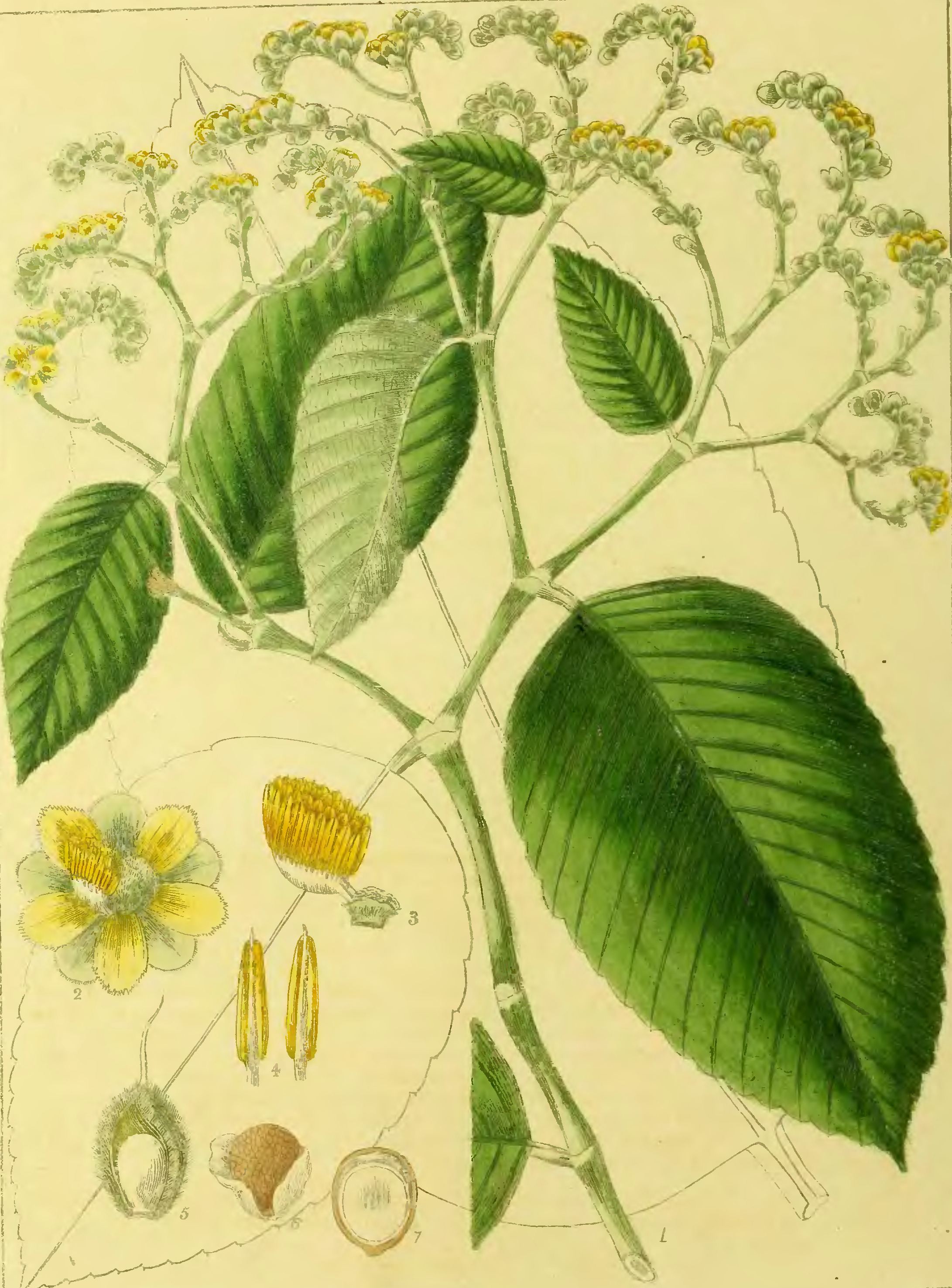
Unterfamilie Dillenioideae: Illustration aus Illustrations of Indian Botany, Volume 1, 1840, S. 42 von Schumacheria castaneifolia

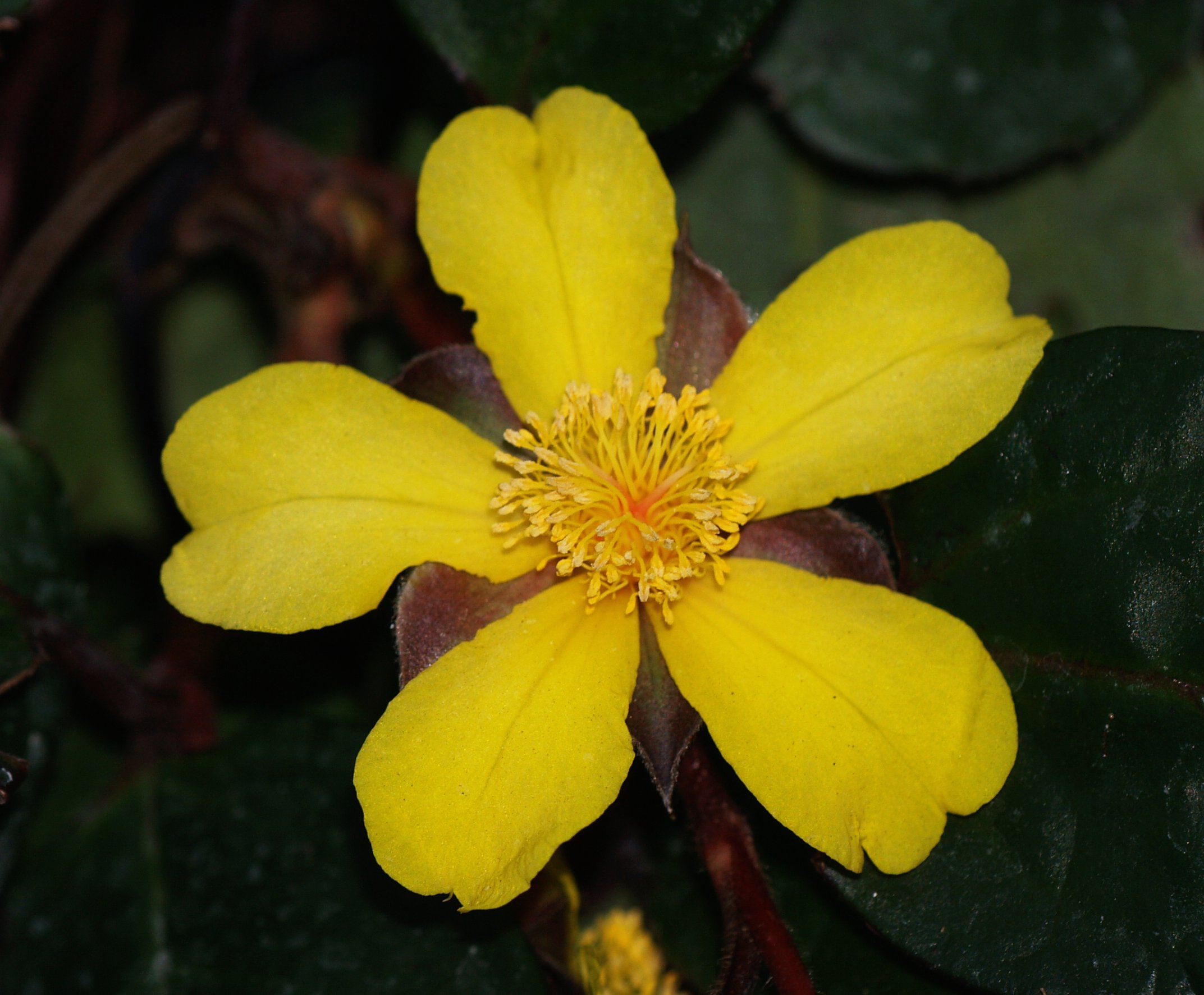
Unterfamilie Hibbertioideae: Blüte mit je fünf Kelch- und Kronblättern und mit vielen Staubblättern von Hibbertia dentata

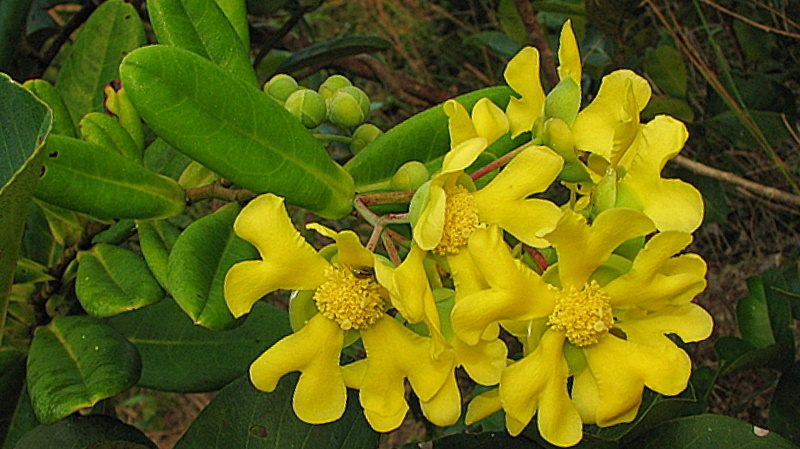
Unterfamilie Doliocarpoideae: Davilla sessilifolia

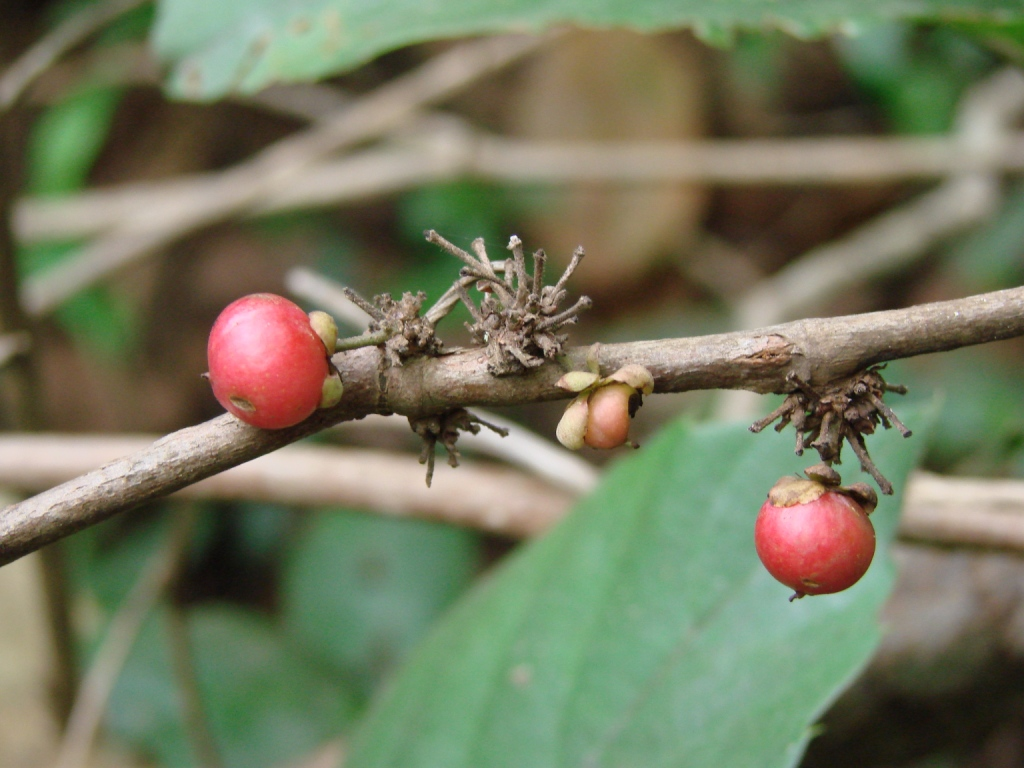
Unterfamilie Doliocarpoideae: Früchte von Doliocarpus brevipedicellatus

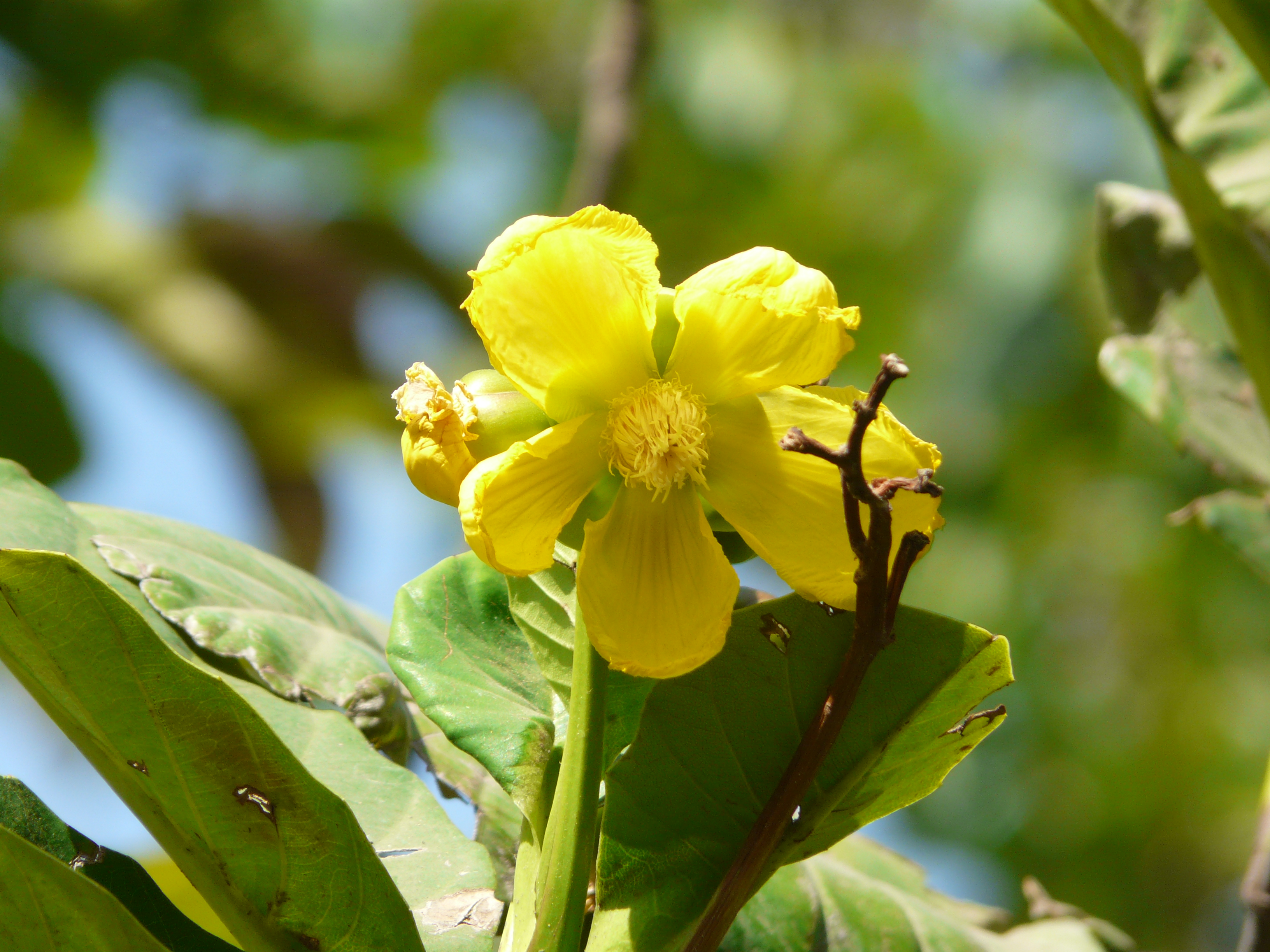
Unterfamilie Dillenioideae: Dillenia suffruticosa

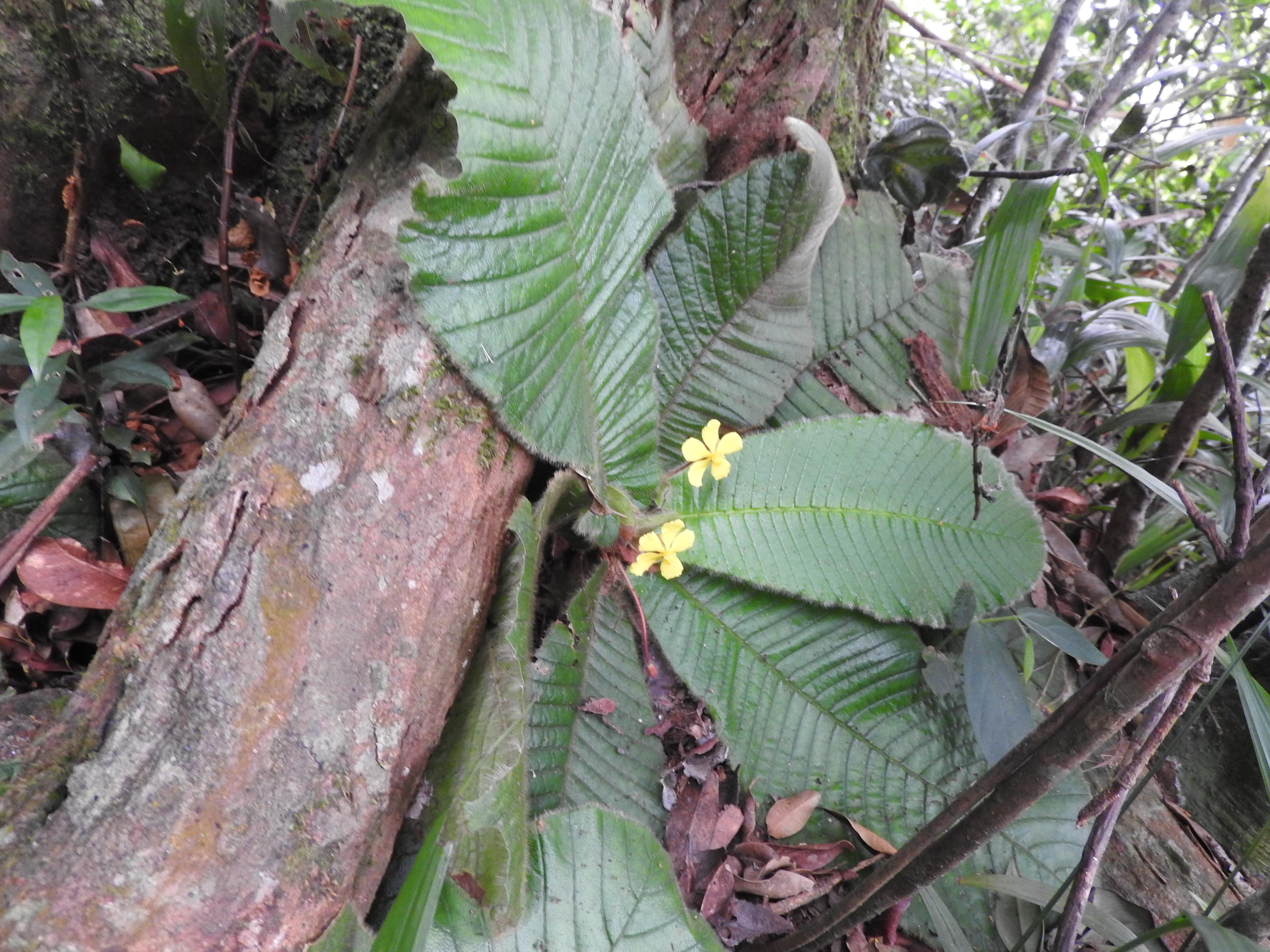
Unterfamilie Dillenioideae: Habitus, Laubblätter und Blüten von Acrotrema agasthyamalayanum im Habitat

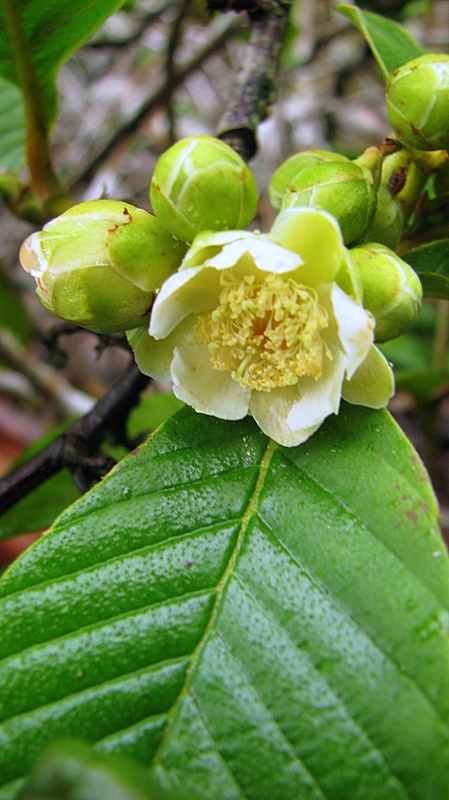
Unterfamilie Delimoideae: Tetracera broomii

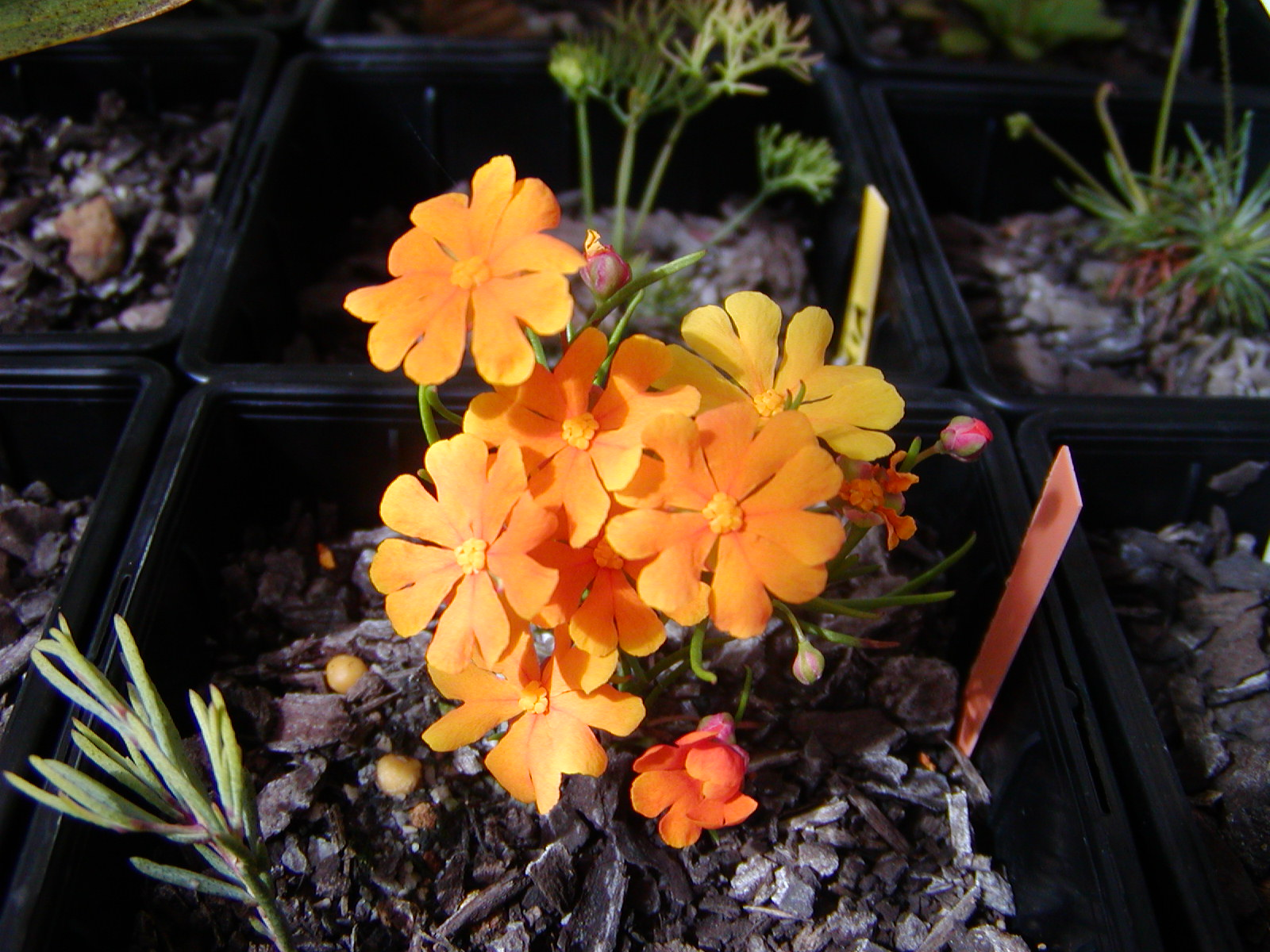
Unterfamilie Hibbertioideae: Hibbertia stellaris

Die Taxa der Familie Dilleniaceae sind in den meisten Merkmalen sehr variabel:

### Erscheinungsbild und Blätter
Es sind große meist laubabwerfende, verholzende Pflanzen: Bäume, Sträucher oder Lianen, selten sind es ausdauernde krautige Pflanzen (Acrotema).
Meist sind die Laubblätter voll ausgebildet, bei einigen Arten sind sie aber stark reduziert. Bei manchen Arten stehen die Laubblätter nur in einer grundständigen Rosette, bei den meisten Arten sind sie aber an den Zweigen verteilt, wobei sie meist wechselständig und spiralig, selten gegenständig (Hibbertia coriacea) an den Zweigen angeordnet sind. Die Laubblätter sind meist in Blattstiel und -spreite gegliedert. Die oft lederigen Blattspreiten sind meist einfach und oft gelappt. Die Blattränder sind glatt oder gesägt. Die geflügelten Nebenblätter sind mit den Blattstielen verwachsen oder sie fehlen.

### Blütenstände und Blüten
Die Blüten stehen einzeln oder sind in endständigen zymösen oder traubigen Blütenständen zusammengefasst.
Die zwittrigen Blüten sind radiärsymmetrisch bis zygomorph und sind meist fünfzählig mit doppelter Blütenhülle. Es gibt meist fünf (3 bis 20, mehr als 14 bei Tetracera) freie Kelchblätter. Die (zwei bis) meist fünf freien, weißen oder gelben Kronblätter können zweigeteilt sein. Es sind meist 15 bis 150 (zentrifugal vermehrte), selten ein bis zehn, freie oder verwachsene Staubblätter vorhanden, sie sind entweder alle fertil oder teilweise steril. Die basifixen Staubbeutel öffnen sich mit Poren oder Längsschlitzen. Meist zwei bis sieben (ein bis 20) Fruchtblätter sind meist frei oder zu einem synkarpen oberständigen Fruchtknoten verwachsen. In jeder Blüte gibt es so viele Griffel wie Fruchtblätter.

### Früchte und Samen
Als Früchte werden meist Balgfrüchte oder Nussfrüchte, seltener Kapselfrüchte oder Beeren gebildet. Die Früchte sind oft noch vom Kelch umgeben. Balgfrüchte und Nussfrüchte sind meist in Sammelfrüchten zusammengefasst. Die Früchte enthalten einen bis viele Samen. Die Samen haben oft einen Arillus.

### Chromosomensätze
Die Chromosomengrundzahlen betragen x = 4, 5, 8, 10, 12, 13.

## Systematik
Die Familie Dilleniaceae wurde 1807 durch Richard Anthony Salisbury in The Paradisus Londinensis, bei Tafel 73 aufgestellt. Typusgattung ist Dillenia L. Synonyme für Dilleniaceae Salisb. nom. cons. sind: Delimaceae Martius, Hibbertiaceae J.Agardh, Soramiaceae Martynov.
Nach APG III, 2009 hatten die Dilleniaceae innerhalb der Kerneudikotyledonen keine stabile Position. Sie wurden daher keiner Ordnung zugeteilt. Nach APG IV, 2016 steht die Familie in der eigenen Ordnung Dilleniales DC. ex Bercht. & J.Presl.
Die Ordnung Dilleniales wurde 1820 durch Augustin-Pyrame de Candolle in Bedřich Všemír von Berchtold und Jan Svatopluk Presl: O Prirozenosti Rostlin, S. 223 aufgestellt.
Die Familie Dilleniaceae wird in vier Unterfamilien gegliedert und enthält etwa zwölf Gattungen mit 300 bis 410 Arten:
- Unterfamilie Doliocarpoideae J.W.Horn: Sie wurde 2009 aufgestellt[6] und enthält 2016 etwa sechs Gattungen[7] mit etwa 68 Arten:
  - Curatella Loefl.: Es gibt nur eine Art:[7]
    - Curatella americana L.: Dieser Strauch oder kleine Baum ist in der Neotropis weitverbreitet.[7]

  - Davilla Vand. (Syn.: Tigarea Aubl.): Die etwa 30 Arten gedeihen in der Neotropis.[7]
  - Doliocarpus Rol.: Die 40[7] bis 45 Arten gedeihen in der Neotropis. Das Zentrum der Artenvielfalt ist Brasilien.
  - Neodillenia Aymard: Sie wurde 1997 aufgestellt. Die etwa drei beschriebenen Arten kommen im Amazonasbecken vor. (Drei weitere Arten sind 2016 formal noch nicht erstbeschrieben.)[7]
  - Pinzona Mart. & Zucc.: Es gibt nur eine Art:
    - Pinzona coriacea Mart. & Zucc.: Diese Liane ist in der Neotropis weitverbreitet.[7]
- Unterfamilie Dillenioideae Burnett: Sie enthält etwa fünf Gattungen und etwa 75 Arten:[6]
  - Acrotrema Jack: Von den 9 bis 14 Arten kommen etwa 7 in Sri Lanka, eine in den Western Ghats in Indien vor und eine ist in Südostasien weitverbreitet.
  - Didesmandra Stapf: Es gibt nur eine Art:
    - Didesmandra aspera Stapf: Dieser Endemit kommt nur in Sarawak vor.

  - Dillenia L. (Syn.: Neowormia Hutch. & Summerh., Wormia Rottb., Reifferscheidia C.Presl): Die 58 bis 65 Arten kommen auf den Maskarenen, in Süd- sowie Südostasien, in Indonesien, Queensland (eine Art) und Fidschi vor. Etwa 45 Arten kommen in Malesien vor.
  - Pachynema R.Br. ex DC.: Es sind Sträucher meist mit stark reduzierten Blättern, die Photosynthese übernehmen die Zweige.
  - Schumacheria Vahl: Die etwa drei Arten kommen nur auf Sri Lanka vor.
- Unterfamilie Hibbertioideae J.W.Horn: Sie wurde 2009 aufgestellt und enthält nur eine Gattung:[6]
  - Hibbertia Andrews (Syn.: Adrastaea DC., Trimorphandra Brongn. & Gris, Trisema Hook. f.): Von den etwa 225 Arten, kommen nur wenige von Madagaskar (eine Art) über Neuguinea (zwei Arten), Australien (200 Arten), Neukaledonien (24 Arten) bis Fidschi (eine Art) vor. Das Hauptverbreitungsgebiet liegt im westlichen Australien. Einige Arten, beispielsweise Goldwein (Hibbertia scandens), werden als Zierpflanzen verwendet.
- Unterfamilie Delimoideae Burnett: Sie enthält nur eine Gattung:[6]
  - Tetracera L. (Syn.: Delima L.): Es gibt 40 bis 50 Arten. Es sind immergrüne Sträucher oder Lianen. Sie haben eine pantropische Verbreitung und reichen bis in die warm gemäßigten Gebiete. In der Neotropis sind 16 Arten verbreitet. Etwa 13 Arten kommen in Afrika vor. In Asien bis Australien gibt es etwa 15 Arten.[7]